# Alice Provensen
Alice Provensen (* 14. August 1918 in Chicago; † 23. April 2018) war eine US-amerikanische Kinderbuchautorin und Illustratorin.

## Leben
Alice Provensen zog im Alter von zwölf Jahren nach Kalifornien. Sie erhielt ein Stipendium des Art Institute of Chicago und vollendete ihre Studien an der University of California. Danach arbeitete sie im Walter Lantz Studio, den Schöpfern von Woody Woodpecker. Ihren späteren Ehemann und Kreativpartner Martin Provensen (1916–1987) traf sie 1943, als dieser zur Herstellung von Trainingsfilmen für das US-Militär in das Walter Lantz Studio abgestellt wurde. Das Paar heiratete im Jahre 1944 und zog nach Washington, D.C., um bei anderen Projekten im Zusammenhang mit dem Zweiten Weltkrieg mitzuarbeiten.
Nach Kriegsende zog das Paar nach New York City und begann mit Illustrationen für Bücher, insbesondere für Kinderbücher.
In der Folgezeit illustrierten sie mehr als 40 Kinderbücher, von denen sie 19 selbst schrieben und herausgaben. Das Paar lebte lange Jahre auf der Maple Hill Farm, der Ahornfarm im Dutchess County, Bundesstaat New York, die in einigen ihrer Kinderbücher eine Rolle spielt.
Nach dem Tode ihres Mannes im Jahre 1987 schrieb Alice Provensen noch weitere Bücher.

## Preise und Auszeichnungen
- 1982: Vorschlagsliste zur Caldecott Medal für die Illustrationen zu A Visit to William Blake's Inn: Poems for Innocent and Experienced Travelers von Nancy Willard.
- 1984: Caldecott Medal für The Glorious Flight: Across the Channel with Louis Blériot, July 25, 1909.

## Veröffentlichungen
von Alice und Martin Provensen
- Jane Werner Watson: The Fuzzy Duckling. Little Golden Book 1949.
- A Child's Garden of Verses. Simon and Schuster 1951.
  - Gedichte für ein Kind. Otto Maier Verlag, Ravensburg 1960.
- The Iliad and the Odyssey. Golden Press, New York City, USA.
  - nacherzählt von Walter Jens: Ilias und Odyssee. Otto Maier Verlag, Ravensburg 1958.
- A Peacable Kingdom: The Shaker Abecedarius. 1958, nach dem Shaker Manifesto, Rhymes of Animals. 1882
  - Neuauflage 1981: Puffin Books, ISBN 0-14-050370-6.
- Aesop's Fables. Golden Press, New York City, USA.
  - nacherzählt von Rudolf Hagelstange: Fabeln des Aesop. Oto Maier Verlag, Ravensburg 1972, ISBN 3-473-35513-5.
- Louis Untermeyer: The Golden Book of Fun and Nonsense. Golden Press, New York City, USA 1970.
- My Little Hen. Random House, New York City, USA 1973.
- The Book of Seasons. Random House, New York City, USA.
- The Provensen Book of Fairy Tales.
  - übersetzt von Marie Dessauer: Federn aus meinem Flügel: Märchen aus aller Welt. Otto Maier Verlag, Ravensburg 1973, ISBN 3-473-35010-9.
- Our Animal Friends at Maple Hill Farm. Random House, New York City, USA 1974.
  - Unsere Tiere von der Ahornfarm: Ein Bilderbuch. Otto Maier Verlag, Ravensburg 1975, ISBN 3-473-33809-5.
- The Mother Goose Book. Random House, New York City, USA 1976.
- The Year at Maple Hill Farm. 1978.
  - deutsch: Zwölf Monate auf der Ahornfarm. Maier, Ravensburg 1978, ISBN 3-473-33810-9.
- A Horse and a Hound, A Goat and a Gander. Jonathan Cape, London 1979.
  - übersetzt von Hanna Muschg: Von Angsthase und Spürnase, Liebchen und Bösewicht. 4 Tiere auf der Ahornfarm. Otto Maier Verlag, Ravensburg 1982, ISBN 3-473-33665-3.
- An Owl and Three Pussycats. Atheneum 1981.
  - übersetzt von Hanna Muschg: Ein Eulenkind im Haus. Neue Geschichten von der Ahornfarm. Maier, Ravensburg 1981, ISBN 3-473-33811-7.
- Leonardo da Vinci. 1984.
  - Leonardo da Vinci: ein lebendes Bilderbuch. Bertelsmann, München 1984, ISBN 3-570-35773-8.

von Alice Provensen allein
- Punch in New York. Viking, New York City 1991, ISBN 0-670-82790-8.
- Klondike Gold. Simon & Schuster Children’s Publishing, New York City, USA 2005, ISBN 0-689-84885-4.